# Ecco lingua d'argento
Ecco lingua d'argento è un film del 1976 diretto da Mauro Ivaldi, che fa da seguito a L'amica di mia madre.

## Trama
Djerba: Billy si precipita all'aeroporto per l'arrivo della sua amica Andrea, di ritorno da Parigi col marito. Però la felicità di Billy si infrange subito quando viene a sapere che deve ospitare a casa sua, su richiesta di Andrea, Bobby, innamorato di Andrea, e la dottoressa Emmanuelle, amica di Bobby, che cercherà invano di guarirlo dalla sua voglia irrefrenabile di donne, concedendosi pure a lui, dopo averlo ipnotizzato. Dopo aver capito che Bobby non era l'uomo giusto per lei, Andrea si innamora di Billy.

## Distribuzione
Distribuito nel 1976. Doppiaggio curato dalla CDC.